# 韩国—土库曼斯坦关系
韩国－土库曼斯坦關係（韓語：대한민국-투르크메니스탄 관계）是指韩国与土库曼斯坦的双边关系。两国关系友好。并于对方首都设有大使馆。

## 概要
两国于1992年2月7日建立正式外交关系，韩国于2007年7月在土库曼斯坦开设大使馆，而土库曼斯坦也在首尔设有大使馆，并兼辖新加坡。韩国—中亚合作论坛也进一步加强了韩国与土库曼斯坦的双边关系。
2005年，韩国总理韓昇洙首次访问了土库曼斯坦，其后，韩国总统朴槿惠亦于2014年访问土库曼斯坦。2019年，韩国总统文在寅对土库曼斯坦进行了国事访问，并会见了土库曼斯坦总统库尔班古力·别尔德穆哈梅多夫，两国元首就土库曼斯坦天然气的开发等领域进行了讨论。别尔德穆哈梅多夫对韩国的新北方政策表示欢迎。而文在寅也对土库曼斯坦打造中亚“交通枢纽国”的发展战略、对土库曼斯坦为阿富汗的稳定和维护地区和平所付出的努力给予了高度评价。并希望两国有机对接发展战略，促进亚欧大陆的一体化。

## 经贸合作
2014年，韩国成为土库曼斯坦第14大贸易伙伴，当年，土库曼斯坦从韩国进口了1.56亿美元的商品，土库曼主要从韩国进口光学设备仪器、黑色金属材料制品、汽车、塑料制品等。而韩国大型企业三星、LG、現代汽車、起亞汽車等也得以成功进入土库曼斯市场各领域。同年，韩国对土库曼斯坦的投资总额也达到55亿美元，主要集中在大型天然气处理厂、炼油厂的建设改造领域。一些韩国企业也在协助土库曼斯坦政府在里海沿岸的巴尔坎州建设饮用水加工厂，为土库曼斯坦的航运提供先进的船舶。
2018年，韩国为土库曼斯坦第3大援助来源国，当年，韩国对土援助总额达到1.32亿美元。韩国国际合作机构也在土库曼斯坦积极推行天然气职业教育项目和培养成套设备专业人才的项目。
2019年4月，两国企业家共同成立了韓國－土库曼斯坦实业家委员会。

## 人文交流

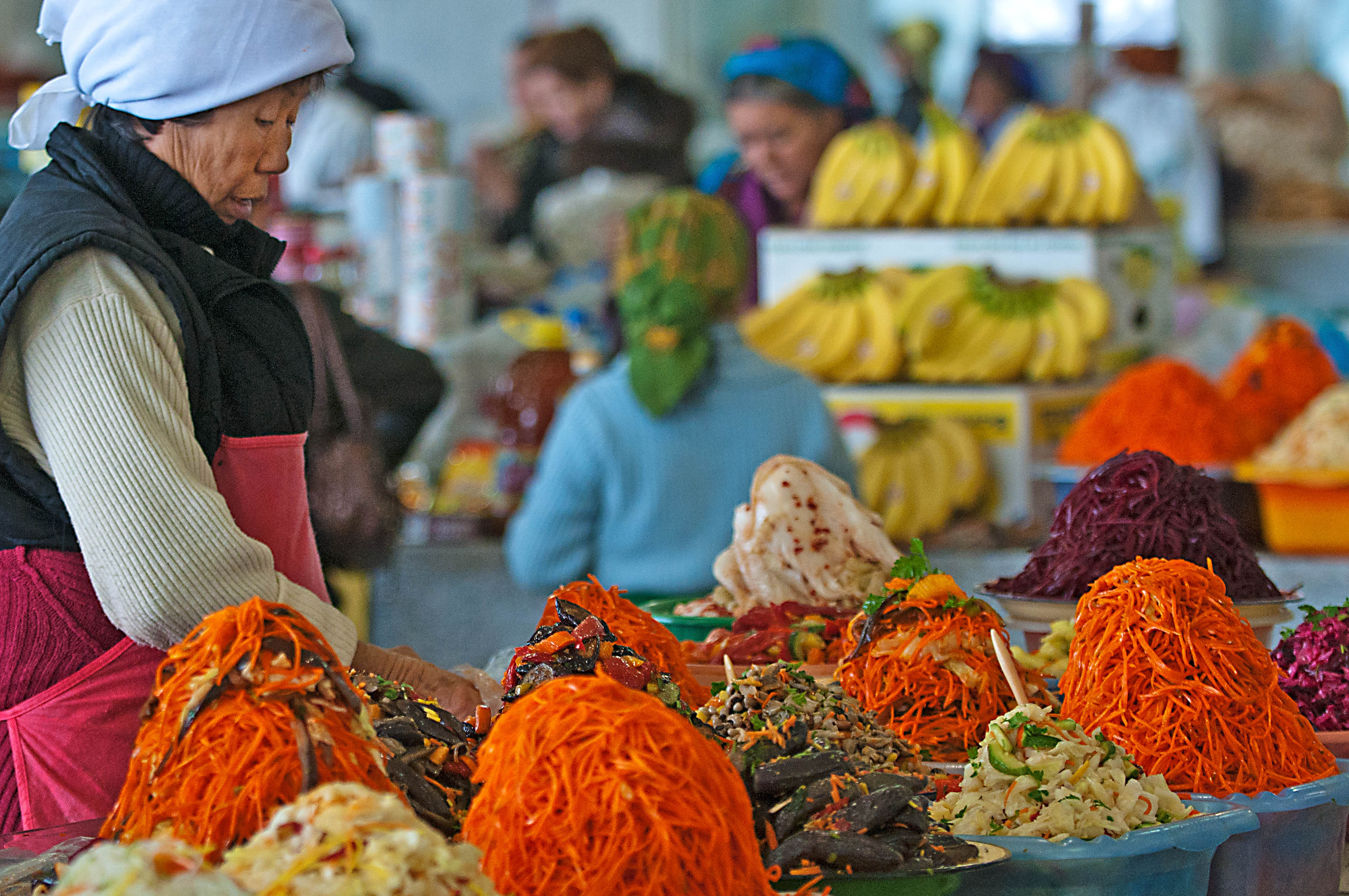
土库曼市场上贩卖的高麗胡蘿蔔菜

20世纪30年代末，成千上万苏联境内的朝鲜人被苏联政府以“遏制日本间谍的渗透活动”为由驱逐到土库曼斯坦，成为了土库曼斯坦高丽人。蘇聯解體後，也有部分高麗人移居韓國。2018年，仍然有1,427名高丽人定居在土库曼斯坦。他们的饮食文化也在土库曼斯坦有一定的影响。
自从韩、土二国签订协议加强双边教育文化交流后，韩国在土库曼斯坦开设世宗学堂教授韩语课程。韩国政府也邀请更多土库曼斯坦学生赴韩留学。

## 相关链接
- 韩国驻土库曼斯坦大使馆 （页面存档备份，存于）
- 土库曼斯坦驻韩国大使馆 （页面存档备份，存于）
- 韩国外交部关于土库曼斯坦的相关信息 （页面存档备份，存于）